# Paloh Gadeng
Paloh Gadeng is een bestuurslaag in het regentschap Aceh Utara van de provincie Atjeh, Indonesië. Paloh Gadeng telt 3966 inwoners (volkstelling 2010).